# 島根県立三刀屋高等学校
島根県立三刀屋高等学校（しまねけんりつみとやこうとうがっこう, Shimane Prefectural Mitoya High School）は、島根県雲南市に所在する公立の高等学校。略称「三高」（さんこう）。

## 概要
歴史
1924年（大正3年）に開校した「島根県立三刀屋中学校」（旧制中学校）を前身とする。2０２４年（令和６年）に創立１００周年を迎える。
設置課程・学科
全日制課程 総合学科
校訓
「誠実・剛健　礼儀・規律　勤労・勉励」
校章
3本のペン先を組み合わせたものを背景にして、中央に「高」の文字（旧字体）を置いている。
校歌
作詞は土岐善磨、作曲は石井歓による。歌詞は2番まであり、両番に校名の略称である「三高」が登場する。
分校
掛合分校
同窓会
「雲南会」と称している。

## 沿革
旧制中学校時代
- 1923年（大正12年）12月29日 - 「島根県立三刀屋中学校」（修業年限5年）の設立が認可される。定員を250名とする。
- 1924年（大正13年）4月17日 - 開校。第1回入学式を挙行。入学者数は55名。初代校長に山田善次が就任。
- 1925年（大正14年）4月16日 - 校舎が完成し、開校式を挙行。
- 1926年（大正15年）3月10日 - 定員を500名に増員。
- 1928年（昭和3年）9月19日 - 校歌を制定。
- 1929年（昭和4年）3月11日 - 第1回卒業式を挙行。同時に同窓会が発足。
- 1930年（昭和5年）
  - 2月13日 - 定員を250名に戻す。　
  - 3月30日 - 寄宿舎が完成。
  - 9月5日 - 校訓を制定。
- 1931年（昭和6年）6月25日 - 校旗を制定。
- 1935年（昭和10年）4月28日 - 奉安殿が完成。
- 1938年（昭和13年）11月 - 相撲場が完成。
- 1939年（昭和14年）
  - 5月22日 - 弓道場が完成。
  - 7月 - 夏休みが廃止され、実践鍛錬と団体訓練が実施される。
- 1940年（昭和15年）7月17日 - 第6代校長・菊地益寿が河北省において殉職。同年7月20日に校葬を執行。
- 1941年（昭和16年）
  - 4月1日 - 定員を再び500名に増員。
  - 9月18日 - 学校報国隊を結成。
- 1943年（昭和18年）4月1日 - 中等学校令の施行により、この時の入学生から修業年限が4年に短縮される。
- 1944年（昭和19年）
  - 4月1日 - 前年に閣議決定された教育ニ関スル戦時非常措置方策により、修業年限4年施行[1]の前倒しが行われることとなる。
  - 8月1日 - 学徒動員が開始。
- 1945年（昭和20年） 
  - 3月 - 決戦教育措置要綱[2]が閣議決定され、同年4月から翌年3月末まで授業が停止されることとなる。修業年限短縮の前倒しにより、4・5年合同の卒業式を挙行。
  - 4月1日 - 授業を停止（期間は1年間）。
  - 5月22日 - 戦時教育令が公布され、授業を無期限で停止することが法制化される。
  - 8月15日 - 終戦。
  - 9月 - 授業を再開。
- 1946年（昭和21年）
  - 4月1日 - 修業年限が5年に戻る（4年で卒業することもできた）。
  - 11月3日 - 新憲法が公布される。
- 1947年（昭和22年）4月1日 - 学制改革（六・三制の実施、新制中学校の発足）
  - 旧制中学校の募集を停止（1年生不在）。
  - 新制中学校を併設し（名称:島根県立三刀屋中学校併設中学校、以下・併設中学校）、旧制中学校1・2年修了者を新制中学校2・3年生として収容。
  - 併設中学校はあくまで経過措置として暫定的に設置されたため、新たに生徒募集は行われず（1年生不在）、在校生が2・3年生のみの中学校であった。
  - 旧制中学校3・4年修了者はそのまま旧制中学校に在籍し、4・5年生となった（4年修了時点で卒業することもできた）。

新制高等学校
- 1948年（昭和23年）
  - 4月1日 - 学制改革（六・三・三制の実施、新制高等学校の発足）
    - 旧制中学校が廃止され、新制高等学校「島根県立三刀屋高等学校」（男子校）が発足。普通課程（普通科）を設置。修業年限を3年とし、定員を450名とする。
      - 旧制中学校卒業生（5年修了者）を新制高校3年生、旧制中学校4年修了者を新制高校2年生、併設中学校卒業生（3年修了者）を新制高校1年生として収容。
      - 併設中学校は新制高校に継承され（名称:島根県立三刀屋高等学校併設中学校）、在校生が1946年（昭和21年）に旧制中学校へ最後に入学した3年生のみとなる。

  - 4月15日 - 頓原[3]分校（農業科・家庭科）を設置。定員を200名とする。
- 1949年（昭和24年）
  - 3月5日 - 新制高校としての第1回卒業式を挙行。
  - 3月31日 - 併設中学校を廃止（旧制5年から新制3年への修業年限の移行が完了）。
  - 4月1日 - 高校三原則に基づく島根県内公立高等学校の再編により、男女共学制を実施。
  - 4月10日 - 定時制課程 普通科を設置し、その定員を200名とする。
- 1950年（昭和25年）6月3日 - PTAが発足。
- 1952年（昭和27年）
  - 4月21日 - 後援会が発足。
  - 5月26日 - 校庭を拡張。
- 1953年（昭和28年）
  - 4月1日
    - 全日制課程に家庭科を新設し、その定員を150名とする。（全日制普通科300名、定時制普通科160名）
    - 掛合分校を開設し、定時制農業家庭科を設置。定員を200名とする。
- 1954年（昭和29年）8月4日 - 図書館を増築。
- 1956年（昭和31年）
  - 4月1日 - 定時制課程の募集を停止。全日制普通科の定員を450名とする。
  - 4月9日 - 教育目標を決定。
- 1958年（昭和33年）4月1日 - 新校旗を制定。
- 1959年（昭和34年）
  - 3月31日 - 定時制課程を廃止。
  - 10月2日 - 創立35周年を記念し、新校歌を制定。
- 1960年（昭和35年）2月1日 - 寄宿舎を移転。
- 1963年（昭和38年）
  - 4月1日
    - 全日制家庭科の募集を停止。
    - 頓原分校を島根県立飯南高等学校へ移管・統合。
    - 掛合分校に全日制普通科を設置。農業家庭科の募集を停止。
- 1964年（昭和39年）
  - 3月10日 - 生徒急増に伴い、校舎を増築。
  - 6月30日 - 体育館が完成。
- 1971年（昭和46年）11月6日 - 校舎の改築が完成。
- 1972年（昭和47年）5月15日 - 柔剣道場が完成。
- 1973年（昭和48年）8月1日 - 体力づくりコーナーが完成。
- 1974年（昭和49年）9月15日 - 創立50周年を記念し、国旗・校旗掲揚塔が完成。
- 1975年（昭和50年）9月1日 - 食堂を開設。図書室に冷暖房機が設置される。
- 1978年（昭和53年）
  - 4月15日 - 新寄宿舎「和敬寮」が完成。
  - 8月 - 第60回全国高等学校野球選手権大会（夏の甲子園大会）に初出場。
- 1979年（昭和54年）
  - 5月16日 - 合宿所とテニスコートが完成。
  - 6月24日 - 体育後援会を結成。
- 1984年（昭和59年）9月15日 - 創立60周年を記念し、記念館を増改修し「蒼雲館」と命名。
- 1987年（昭和62年）4月1日 - 運動場を整備。
- 1989年（平成元年）3月10日 - 地学教室をCAI教室に改造。
- 1992年（平成4年）10月31日 - 校舎等リフレッシュ事業を完了。
- 1995年（平成7年）3月31日 - 多目的教室棟を増築。
- 1996年（平成8年）8月20日 - 管理棟前の駐車場を整備。
- 1997年（平成9年）3月25日 - 寄宿舎のリフレッシュ工事を完了。
- 1998年（平成10年）4月1日 - 元・三刀屋内水面分場を三刀屋町立野球場と交換し、野球場を第2グランドとする。
- 2001年（平成13年）
  - 1月24日 - グラウンドにナイター設備を設置。
  - 3月30日 - 管理棟・和敬寮が地震災害から復旧。
- 2003年（平成15年）
  - 2月28日 - バリアフリー工事を完了。
  - 3月28日 - 校内洋式トイレ設備工事を完了。
- 2004年（平成16年）
  - 4月1日 - 普通科の募集を停止し、総合学科を新設。
  - 10月8日 - 普通・特別教室棟の耐震補強工事が完了。
- 2005年（平成17年）2月4日 - 総合学科棟を整備。
- 2006年（平成18年）
  - 3月30日 - 普通教室（15教室）に冷房設備を設置。
  - 3月31日 - 普通科を廃止。
- 2007年（平成19年）8月 - 全国高総文祭しまね’07　日本音楽部門の会場となる。

## 部活動
クラブ活動では、男・女ソフトボール部が盛んでインターハイへの出場も多い。野球部は1978年夏（第60回）に甲子園へ出場経験がある。また、演劇部は全国大会など上位大会の常連校となっている。
運動部
- 陸上競技部
- 野球部
- ソフトテニス部
- バスケットボール部
- バレーボール部
- 卓球部
- 剣道部
- 柔道部
- サッカー部
- スキー部
- ソフトボール部
- ダンス部

文化部
- 文芸部
- 箏曲部
- 写真部
- ESS部（English Speaking Society）
- JRC部（Junior Red Cross）
- 美術部
- 書道部
- 華道部
- 茶道部
- 吹奏楽部
- 自然科学部
- 演劇部
- 放送部
- 合唱同好会
- パソコン同好会

## 著名な出身者
- 江角英明（俳優）
- 木野村尚子（山陰放送アナウンサー）
- 髙野颯太（プロ野球選手・東京ヤクルトスワローズ所属）
- 速水雄一（初代雲南市長）